# Cryptophagus rutae
Cryptophagus rutae is een keversoort uit de familie harige schimmelkevers (Cryptophagidae). De wetenschappelijke naam van de soort werd in 1940 gepubliceerd door Nils Bruce.